# Drew Barrymore
Drew Blyth Barrymore (sinh ngày 22 tháng 2 năm 1975) là một nữ diễn viên người Mỹ. Cô xuất hiện lần đầu trong 1 đoạn phim quảng cáo khi mới bảy tháng tuổi. Barrymore bắt đầu sự nghiệp với Altered States vào năm 1980. Sau đó, Drew đã đóng vai chính để đời trong phim viễn tưởng E.T. the Extra-Terrestrial năm 1982. Sau đó, cô nhanh chóng trở thành diễn viên nhí Hollywood được ưa chuộng nhất một thời, và tiếp tục củng cố danh tiếng bằng những vai hài. Cô cũng thành công khi tạo ra một bước ngoặt để thay đổi hình tượng diễn viên nhí sang diễn viên trưởng thành qua một số phim như Poison Ivy, Bad Girls, Boys on the Side, và Everyone Says I Love You. Theo sau là các vai ấn tượng trong phim tình cảm hài như The Wedding Singer và Lucky You.
Năm 1995, cô và đồng nghiệp Nancy Juvonen đã chung tay thành lập hãng phim Flower Films, và sản phẩm đầu tay là phim Drew tham gia năm 1999 Never Been Kissed. Hãng tiếp tục cho ra đời những phim quảng bá tên tuổi cho Drew như Charlie's Angels, 50 First Dates, hay Music and Lyrics, và cả bộ phim đình đám Donnie Darko. Những dự án gần nữa bao gồm He's Just Not That into You, Beverly Hills Chihuahua, và Everybody's Fine. Vinh hạnh nữa cho một ngôi sao trên Đại lộ danh vọng của Hollywood, Barrymorre đã xuất hiện trên trang bìa của tạp chí People và được chọn trong 100 người đẹp nhất.